# Kús alkirálya
Az Alsó-Núbiában található Kús az ókori Egyiptom egyik tartománya volt az újbirodalomtól kezdődően. Kúst egy alkirály kormányozta, aki közvetlenül a fáraónak tartozott elszámolással. Valószínű, hogy ezeknek az alkirályoknak a leszármazottai voltak a XXV. dinasztia uralkodói, valamint a núbiai dinasztiák, amelyek a független Kusita Királyság fölött uralkodtak az i. sz. 4. századtól kezdve.

## Alkirályok listája
Az ismert alkirályok listája, a George Reisner által összeállított lista alapján:
| Név                          | Dinasztia        | Fáraó                                     | Megjegyzés |
| ---------------------------- | ---------------- | ----------------------------------------- | --- |
| Jahmesz Szitaiet             | XVIII. dinasztia | I. Jahmesz                                | Feltehetőleg az első alkirály. |
| Jahmesz Turo                 | XVIII. dinasztia | I. Amenhotep, I. Thotmesz                 | Előző fia |
| Szeni                        | XVIII. dinasztia | I. Thotmesz, II. Thotmesz                 | |
| Penré                        | XVIII. dinasztia | Hatsepszut                                | |
| Inebni, más néven Amenemnehu | XVIII. dinasztia | Hatsepszut, III. Thotmesz                 | Először a 18. évben említették, a 22. évig szolgálhatott                                                                                           |
| Nehi                         | XVIII. dinasztia | III. Thotmesz                             | III. Thotmesz 22. vagy 23. évében említik |
| Uszerszatet                  | XVIII. dinasztia | II. Amenhotep                             | |
| Amenhotep                    | XVIII. dinasztia | IV. Thotmesz                              | |
| Merimosze                    | XVIII. dinasztia | III. Amenhotep                            | |
| Thotmesz                     | XVIII. dinasztia | Ehnaton                                   | |
| Amenhotep Hui                | XVIII. dinasztia | Tutanhamon                                | Sírja a TT40 |
| I. Paszer                    | XVIII. dinasztia | Ay, Horemheb                              | Amenhotep Hui fia |
| Amenemopet                   | XIX. dinasztia   | I. Széthi, II. Ramszesz                   | Paszer fia |
| Juni                         | XIX. dinasztia   | II. Ramszesz                              | Az istállók elöljárója I. Széthi alatt, majd alkirály.                                                                                             |
| Hekanaht                     | XIX. dinasztia   | II. Ramszesz                              | |
| II. Paszer                   | XIX. dinasztia   | II. Ramszesz                              | Min és Ízisz főpapjának, Minmoszénak a fia, Parennefer rokona.                                                                                     |
| Hui                          | XIX. dinasztia   | II. Ramszesz                              | Szétau előtt vagy után szolgált. Tjaru polgármestere is volt és királyi hírvivő Hattiba. Egy felirat szerint ő kísérte Maathórnofrurét Egyiptomba. |
| Szétau                       | XIX. dinasztia   | II. Ramszesz                              | |
| Anhotep                      | XIX. dinasztia   | II. Ramszesz                              | Sírja a TT300. |
| Mernedzsem                   | XIX. dinasztia   | talán II. Ramszesz                        | |
| Haemtir                      | XIX. dinasztia   | Merenptah                                 | |
| Messzui                      | XIX. dinasztia   | Merenptah, talán Amenmessze és II. Széthi | |
| Széthi                       | XIX. dinasztia   | Sziptah                                   | |
| I. Hori                      | XX. dinasztia    | Széthnaht                                 | Kama fia. |
| II. Hori                     | XX. dinasztia    | III. Ramszesz, IV. Ramszesz               | I. Hori fia. |
| Sziésze                      | XX. dinasztia    | VI. Ramszesz                              | |
| Nahihór                      | XX. dinasztia    | VII. Ramszesz és talán VIII. Ramszesz     | |
| Wentawat                     | XX. dinasztia    | IX. Ramszesz                              | Nahihór fia |
| Ramszesznaht                 | XX. dinasztia    | IX. Ramszesz                              | Wentawat fia. |
| Paneheszi                    | XX. dinasztia    | XI. Ramszesz                              | |
| Széthmosze                   | XX. dinasztia    | XI. Ramszesz                              | |
| Pianh                        | XX. dinasztia    | XI. Ramszesz                              | Ámon főpapja. |
| Herihór                      | XX. dinasztia    | XI. Ramszesz                              | |
| Aheperré                     | XXI. dinasztia   | Menheperré                                | az el-Hibeh-i archívum említi; Ámon negyedik prófétája is volt.                                                                                    |
| Neszihonsz                   | XXI. dinasztia   | Sziamon                                   | II. Neszubanebdzsed fáraó lánya, II. Pinedzsem főpap felesége. Sírja a DB320.                                                                      |
| Hatnaht                      | XXIII. dinasztia | II. Takelot                               | |
| Pamiu                        | XXIII. dinasztia | III. Oszorkon, III. Takelot               | Alkirályi címét unokái koporsóin említik. |
| Oszorkon-anh                 | XXIII. dinasztia | III. Takelot                              | |

## Fordítás
- Ez a szócikk részben vagy egészben  a   Viceroy of Kush című angol Wikipédia-szócikk ezen változatának fordításán alapul.  Az eredeti cikk szerkesztőit annak laptörténete sorolja fel. Ez a jelzés csupán a megfogalmazás eredetét és a szerzői jogokat jelzi, nem szolgál a cikkben szereplő információk forrásmegjelöléseként.